# Francis P. Hardesty
Francis Powell Hardesty (* 1927; † 27. November 1983 in Leonia) war ein US-amerikanischer Psychologe und Hochschullehrer.

## Leben
Seinen ersten akademischen Grad erwarb er 1950 am College of William and Mary in Virginia, hier bekam er einen Bachelorabschluss in fine arts. An diesem College hatte auch Curt Bondy, der erste Nachkriegsordinarius an der Universität Hamburg, während seines Exils gelehrt. 1954 kam Hardesty nach Hamburg und promovierte dort mit einer Arbeit über Begleiterscheinungen des Autoritarismus. 1958 ging er wieder in die USA zurück, wo er am City College New York arbeitete; er gehörte auch der Fakultät des Graduate Center der City University of New York (CUNY) an. 1964 kehrte er mit einem Fulbright-Stipendium nach Hamburg zurück und verfasste mit Klaus Eyferth eine Curt Bondy gewidmete Festschrift, die dessen Tätigkeit in den USA und Deutschland widerspiegelt. Das akademische Jahr 1973/74 konnte er als Fulbright-Gastprofessor an der Universität Heidelberg verbringen. Er war Mitglied der Deutschen Gesellschaft für Psychologie.
Hardesty war verheiratet mit seiner Frau Dr. Anne Sullivan Hardesty; er verstarb plötzlich an einer Herzattacke in seinem Heim in Leonia.

## Werk
Seine Bedeutung für die deutsche Psychologie bestand in der Übersetzung und Adaptation des Wechsler Intelligenztests für Kinder, der auf David Wechsler zurückgeht und der zu den weltweit am häufigsten bei Kindern angewandten Intelligenztests gehört. Auch die Überarbeitung des HAWIK Handbuches von 1963 fand unter seiner Mitarbeit statt. In späteren Jahren widmete er sich psychologiegeschichtlichen Themen z. B. über William Stern, der ja auch in Hamburg gearbeitet hatte. Er war auch an CHEIRON und an der psychologiegeschichtlichen Division 26 der American Psychological Association beteiligt. Durch seine Initiative entstand eine Zusammenarbeit zwischen dem City College New York und mehreren europäischen Universitäten.

## Ehrungen
- The Francis P. Hardesty Award des Department of Psychology des City College New York[2]

## Publikationen (Auswahl)
- William Stern and American Psychology: A preliminary analysis of contributions and contexts. Annals of the New York Academy of Sciences. Wiley-Blackwell, New York City 1977, Volume 291, Issue1, S. 33–46.
- Overview, contexts, and selections. In: Klaus F. Riegel and John A. Meacham (Eds.): The developing individual in a changing world, Teil 1: Historical and cultural issues. De Gruyter Mouton, Berlin 1976, S. 3–8. doi:10.1515/9783111532400-004
- gem. m. Hans J. Priester, Curt Bondy, David Wechsler: Handbuch für den Hamburg-Wechsler Intelligenztest für Kinder. (3. Aufl.), Verlag Hans Huber, Bern 1966.
- gem. m. Ruth E. Hartley and David S. Gorfein: Children's Perceptions and Expressions of Sex Preference. Child Development, Vol. 33, No. 1 (Mar., 1962), S. 221–227.
- gem. m. Klaus Eyferth: Forderungen an die Psychologie. Verlag Hans Huber, Bern 1965.
- A study of social attitude: Some psychological concommitants of authoritarianism. Hamburg 1954 (Dissertation, Philosophische Fakultät der Universität Hamburg, vom 3. August 1954).